# Nica
Nica (ros. Ница) – rzeka w azjatyckiej części Rosji, prawy dopływ Tury. Płynie po Nizinie Zachodniosyberyjskiej, przez terytorium obwodu swierdłowskiego. Powstaje przez połączenie rzek Nejwa i Rież.
Długość rzeki – 262 km, wraz z Nejwą – 556 km. Powierzchnia zlewni 22 300 km². Średni przepływ na 165 km od ujścia, w okolicach miasta Irbit – 42,5 m³/s. Zasilanie w przeważającej części śniegowe. Skuta lodem od początku października do końca kwietnia. Żeglowna.